# Pseudoheriades grandiceps
Pseudoheriades grandiceps är en biart som beskrevs av Peters 1988. Pseudoheriades grandiceps ingår i släktet Pseudoheriades och familjen buksamlarbin. Inga underarter finns listade i Catalogue of Life.